# Saigneville
Saigneville is een gemeente in het Franse departement Somme (regio Hauts-de-France) en telt 402 inwoners (2004). De plaats maakt deel uit van het arrondissement Abbeville.

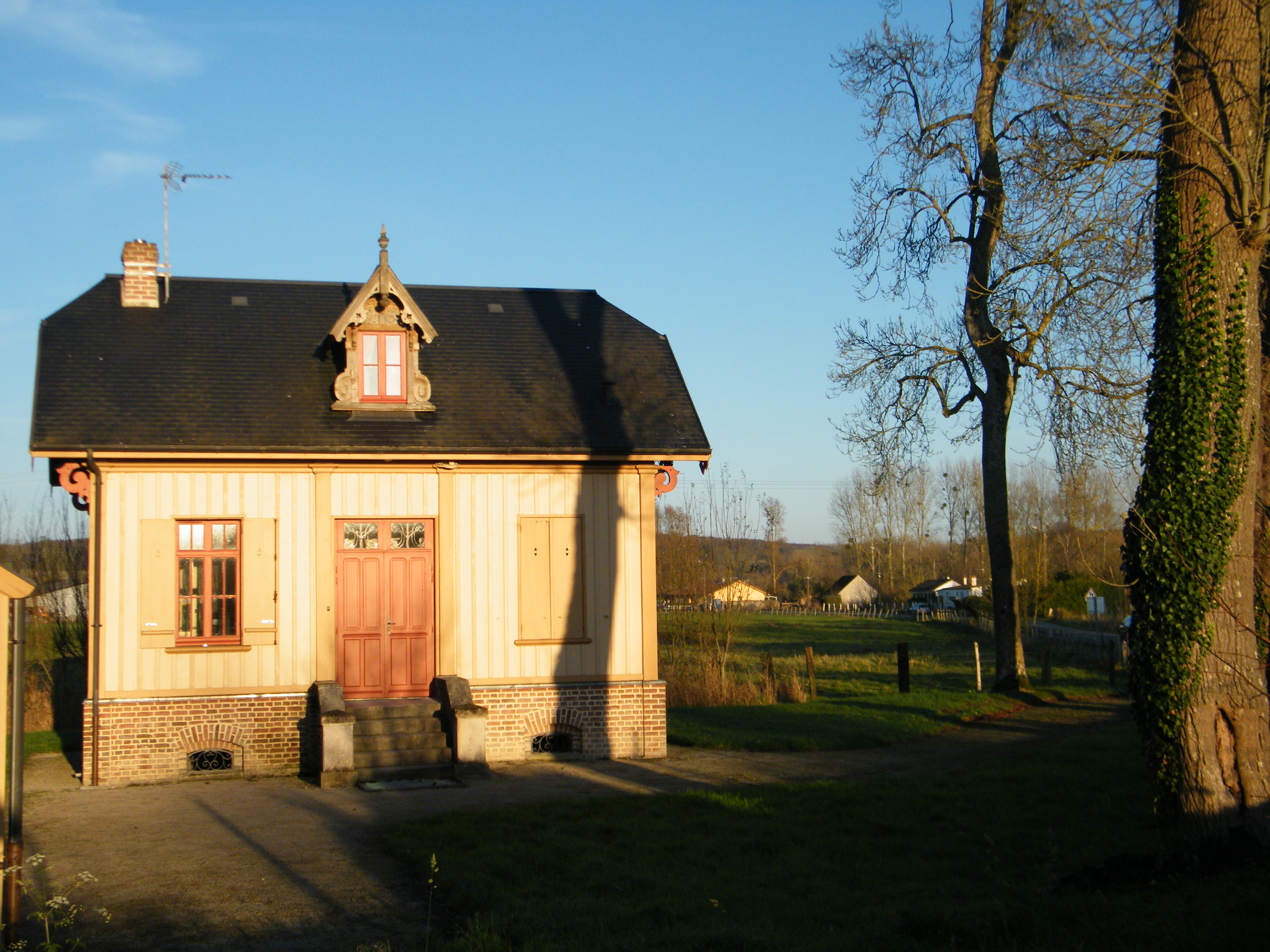
Huis van de brugwachter
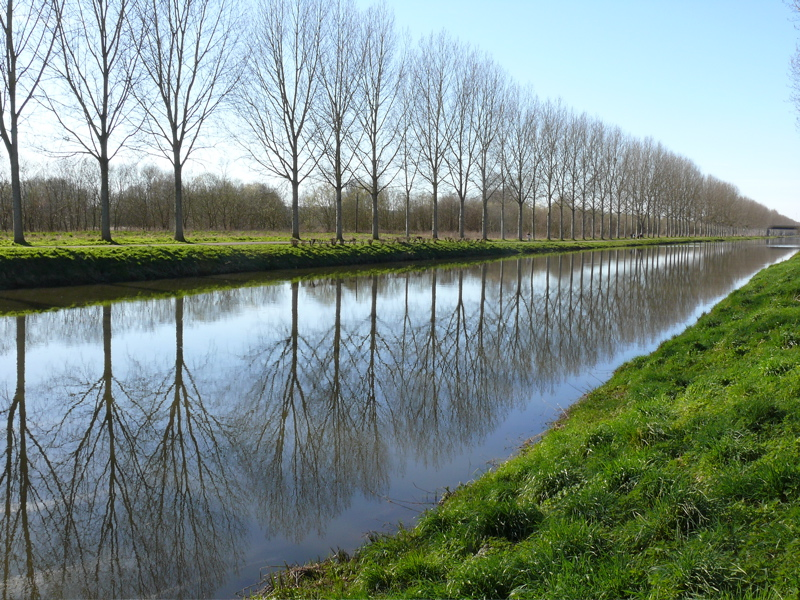
Canal de la Somme

## Geografie
De oppervlakte van Saigneville bedraagt 12,9 km², de bevolkingsdichtheid is 31,2 inwoners per km².
De onderstaande kaart toont de ligging van Saigneville met de belangrijkste infrastructuur en aangrenzende gemeenten.

## Demografie
Onderstaande figuur toont het verloop van het inwonertal (bron: INSEE-tellingen).